# Фелло Стар
«Фелло Стар» (англ. Fello Star) — гвинейский футбольный клуб из города Лабе. Выступает в Чемпионате Гвинеи. Основан в 1986 году. Домашние матчи проводит на стадионе «Сайфуллай Диалло».
На 2018 года является четырёхкратным чемпионом Гвинеи, двукратным обладателем Кубка Гвинеи и обладателем суперкубка Гвинеи.

## История
«Фелло Стар» победил в Чемпионате Гвинеи 2008 года и сыграет в Лиге чемпионов КАФ 2009.

## Достижения

### Национальные
- Чемпион Гвинеи — 4 (2006, 2008, 2008/2009, 2009/2010)

- Обладатель Кубка Гвинеи — 2 (2002, 2004)
- Обладатель Суперкубка Гвинеи — 1 (2009)

### Международные
К 2018 году 5 раз участвовал в Лиге чемпионов КАФ (лучший результат: второй раунд в формате 2005 года), один раз в Кубке Конфедерации КАФ (дошёл до группового этапа).

## Известные игроки
- Виктор Корреа